# Haweka
Haweka is een historisch Duits motorfietsmerk.
De bedrijfsnaam was: Hamburger Motorradbau H. & W. Kruse AG, Hamburg.
Hoewel het merk Haweka aan het begin van de Duitse "Motorboom" van na de Eerste Wereldoorlog ontstond (in 1923), richtten H. & W. Kruse zich niet op goedkope, lichte motorfietsen, zoals de meeste concurrenten deden. Net als onder andere Hans Korn bouwden zij echte "Britse" motorfietsen, toermodellen met zijklepmotoren en sportmodellen met kopklepmotoren van het Britse merk JAP. De inhoudsmaten waren 249-, 348-, 498- en 678 cc. Ook werden 497cc-MAG-kop/zijklepmotoren ingebouwd. De sportmodellen presteerden goed in de eerste naoorlogse Duitse races, maar net als de meeste van dergelijke kleine merken duurde de productie niet lang: in 1926 verdwenen de Haweka-motorfietsen van de markt.